# Sandro Nicolas
Alessandro Heinrich Rütten, znany również jako Sandro (ur. 4 października 1996 w Heinsbergu) – niemiecki piosenkarz.

## Kariera
Urodził się w Heinsbergu, jest synem Greczynki i Amerykanina. Został wychowany w Niemczech, gdzie zaczął karierę muzyczną.
W 2018 uczestniczył w ósmym sezonie programu The Voice of Germany. Odpadł na etapie „nokautów”. W 2019 reprezentował Stany Zjednoczone w konkursie New Wave w Soczi, gdzie zajął piąte miejsce. W maju 2020 miał reprezentować Cypr z utworem „Running” w 65. Konkursie Piosenki Eurowizji w Rotterdamie, jednak 18 marca poinformowano o odwołaniu konkursu z powodu pandemii koronawirusa. W maju tego samego roku wystąpił w projekcie Eurovision Home Concerts, w którym wykonał „Running” i cover kompozycji „Tonight Again” australijskiego piosenkarza Guya Sebastiana.

## Dyskografia
Single
- 2020: „Running”